# Erythrura coloria
Erythrura coloria là một loài chim trong họ Estrildidae.